# ヒラリー・ウルフ
ヒラリー・ジョスリン・ウルフ（Hillary Jocelyn Wolf 、1977年2月7日 - ）は、アメリカ合衆国のシカゴ出身の柔道選手。さらに女優でもある。現役時代は48kg級及び52kg級の選手。身長155cm。

## 人物
柔道は7歳の時に始めて、14歳の時にはアメリカ選手権の44k級で優勝して、史上最年少の国内チャンピオンとなった。
その一方で、女優としても活躍して、1990年には映画『ホーム・アローン』にマコーレー・カルキンの姉役で出演した。1992年には『ホーム・アローン2』にも出演を果たした。
さらに、『マイ・スイートファミリー』というコメディ映画では主役を演じることにもなった。
柔道の方では、1994年に世界ジュニアの48kg級で優勝を果たした。1995年の世界選手権では準決勝まで勝ち上がるも、田村亮子に開始早々の体落で一蹴されるなどして5位にとどまり、メダルは獲得できなかった。翌年にはアトランタオリンピックに出場するも、3回戦でキューバのアマリリス・サボンに腕挫十字固で敗れた。1997年に階級を52kg級に上げると、1999年のパンナム選手権では優勝を飾った。2000年にはシドニーオリンピックに出場するが、初戦で北朝鮮のケー・スンヒに背負投で敗れた。

## 主な戦績
- 1994年 - パンナム選手権　2位
- 1994年 - 世界ジュニア　優勝
- 1995年 - 世界選手権　5位
- 1996年 - パンナム選手権　2位
- 1996年 - オーストリア国際　優勝
- 1997年 - パンナム選手権　3位
- 1999年 - パンナム選手権　優勝(52kg級)